# Henryhowella
Henryhowella is een geslacht van kreeftachtigen uit de klasse van de Ostracoda (mosselkreeftjes).

## Soorten
- Henryhowella (Neohenryhowella) hartmanni (Jain, 1978) Bhatia & Kumar, 1979
- Henryhowella asperrima (Reuss, 1850) Bold, 1960 †
- Henryhowella beckerae Bertels, 1975 †
- Henryhowella cooperensis Puri, 1964
- Henryhowella cuevense Bertels, 1975 †
- Henryhowella digitalis Levinson, 1974
- Henryhowella echinata (Puri, 1956) Bold, 1960 †
- Henryhowella evax (Ulrich & Bassler, 1904) Sylvester-Bradley in Benson et al., 1961 †
- Henryhowella flora Hu & Yeh, 1978 †
- Henryhowella heros Whatley, Moguilevsky, Toy, Chadwick & Ramos, 1998
- Henryhowella hirsuta (Lienenklaus, 1894) Mckenzie et al., 1979 †
- Henryhowella hirta (Costa, 1853) Malz & Jellinek, 1984 †
- Henryhowella kempfi Sanguinetti, Ornellas & Coimbra, 1993 †
- Henryhowella keutapangensis (Kingma, 1948) Whatley & Zhao (Yi-Chun), 1988 †
- Henryhowella macrocicaricosa Whatley, Moguilevsky, Chadwick, Toy & Ramos, 1998
- Henryhowella parthenopea Bonaduce, Barra & Aiello, 1999
- Henryhowella patagonica Bertels, 1975 †
- Henryhowella rectangulata Sanguinetti, Ornellas & Coimbra, 1992 †
- Henryhowella reticulata (Guernet, 1985) Guernet & Galbr, 1992 †
- Henryhowella reymenti Neufville, 1973 †
- Henryhowella rudis Ciampo, 1981 †
- Henryhowella ruggierii Oertli, 1961 †
- Henryhowella rugibrevis (Hornibrook, 1952) Swanson, 1969
- Henryhowella santacruceana Bertels, 1975 †
- Henryhowella sarsi (Müller, 1894)
- Henryhowella sarsii (Mueller, 1894) Morkhoven, 1963
- Henryhowella sentosa Ahmad, Neale & Siddiqui, 1991 †
- Henryhowella splendida Bertels, 1975 †
- Henryhowella spoori (Israelsky, 1929) Crane, 1965 †
- Henryhowella tuberculiclaviforma Coimbra, Ramos, Whatley & Bergue, 2004
- Henryhowella yinggehaiensis Gou in Gou, Chen, Guan, Jian, Liu, Lai & Chen, 1981 †